# Кадчгалл
Кадчгалл — твердий циліндричний сир, традиційна страва пуштунів Пакистану та Афганістану. Зазвичай смак сиру дуже солодкий, а також трохи солоний. Для кращого смаку сир в народі виготовляють з овечого молока, хоча також можна використовувати й верблюдяче молоко, яке згортається йогуртом. Сир, як правило, жовтувато-білого кольору і на вигляд гумовий.